# Araneus septemtuberculatus
Araneus septemtuberculatus là một loài nhện trong họ Araneidae.
Loài này thuộc chi Araneus. Araneus septemtuberculatus được Tord Tamerlan Teodor Thorell miêu tả năm 1899.